# Fellowship of Christian Athletes
Das Fellowship of Christian Athletes (FCA) ist eine internationale christliche Non-Profit-Sportorganisation mit Sitz in Kansas City im US-Bundesstaat Missouri.
Das FCA wurde 1954 gegründet und ist mit mehr als eintausend hauptberuflichen Mitarbeitern auf drei Kontinenten aktiv.
Da Produkte durch Endorsement von Spitzensportlern einen höheren Bekanntheitsgrad erreichen, gründete  der Basketballtrainer Don McClanen das FCA, um so einerseits die frohe Botschaft des Christentums mit Hilfe von Spitzensportlern zu verbreiten und andererseits Sportlern bei ihrem Wettkampfstress mit der Kraft des gemeinsamen Gebets zu stärken. Die FCA wendet sich an Sportler(innen), Trainer(innen) und Student(inn)en. Die Arbeit ist konfessionsübergreifend und bewegt vor allem im Umfeld von College- und Profimannschaften. Nach den Erfolgen in den USA hat sich das FCA in den letzten Jahren auch international engagiert.  2013 hatte das FCA Campusgruppen (Huddle) an mehr als 9000 Schulen und Universitäten mit mehr als  450.000 Teilnehmern. Im Sommer wurden außerdem 429 Camps mit fast 60.000 Teilnehmerinnen und Teilnehmern organisiert.
Im FCA haben sich unter anderem Otto Graham, Branch Rickey,  Tom Landry, Bobby Bowden, John Wooden, Roger Staubach, Jim Ryun, Herschel Walker, Reggie White, Tony Dungy, Shaun Alexander und Tom Osborne engagiert.
Im Gegensatz zu den Arbeitskreisen Kirche und Sport in Deutschland hat das FCA kontroverse Themen wie Doping bisher ausgeklammert.